# Prostemmiulus subulatus
Prostemmiulus subulatus är en mångfotingart som beskrevs av Loomis 1936. Prostemmiulus subulatus ingår i släktet Prostemmiulus och familjen Stemmiulidae. Inga underarter finns listade i Catalogue of Life.